# Feberrötter
Feberrötterar, (Triosteum) är ett släkte i familjen kaprifolväxter.